# Uleomycina
Uleomycina är ett släkte av svampar. Uleomycina ingår i familjen Elsinoaceae, ordningen Myriangiales, klassen Dothideomycetes, divisionen sporsäcksvampar och riket svampar.
|            | Elsinoë                                |
|            |                                        |
|            | Sphaceloma                             |
|            |                                        |
|            | Molleriella                            |
|            |                                        |
| Uleomycina | \| \| Uleomycina rubescens \| \| \| \| |
|            | \| \| Uleomycina rubescens \| \| \| \| |
|            | Moelleriella                           |
|            |                                        |
|            | Xenodium                               |
|            |                                        |
|            | Xenodiella                             |
|            |                                        |
|            | Hyalotheles                            |
|            |                                        |
|            | Stephanotheca                          |
|            |                                        |
|            | Saccardinula                           |
|            |                                        |
|            | Beelia                                 |
|            |                                        |
|            | Butleria                               |
|            |                                        |
|            | Micularia                              |
|            |                                        |
|            | Uleomycina rubescens                   |
|            |                                        |

|  | Uleomycina rubescens |
|  |                      |